# Elizabeth Carter
Elizabeth Carter, född 1717, död 1806, var en brittisk poet, författare, översättare och klassisk lingvist, känd under sin pseudonym Eliza.  
Hon tillhörde Blue Stockings Society runt Elizabeth Montagu och väckte respekt i samtiden för sin översättning av Discourses of Epictetus 1758. Hon översatte och publicerade dikter från franska och italienska och är även känd för sin brevväxling. Hon tillhörde dåtidens brittiska kulturliv och var bekant med en lång råd av samtidens kulturpersonligheter. 